# جهة الدار البيضاء الكبرى

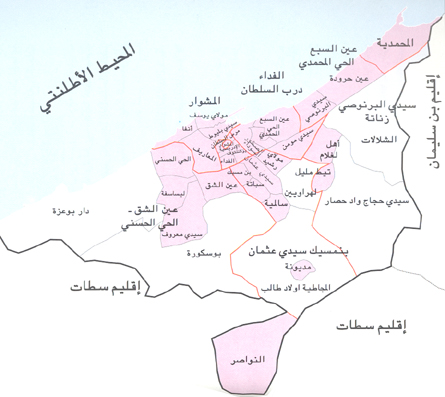
خارطة جهة الدار البيضاء الكبرى

جهة الدار البيضاء الكبرى أو ولاية الدار البيضاء الكبرى هي جهة بالمغرب حسب التقسيمات الجهوية السابقة. في التقسيم الجهوي لسنة 1997، كانت هذه الجهة تتألف في البداية من 7 عمالات مكونة لمدينة الدار البيضاء بالإضافة لعمالة المحمدية. وقد وقع تغيير وتتميم لهذا التقسيم سنة 2003 عوضت بموجبه العمالات 7 المكونة لمدينة الدار البيضاء بِ 8 عمالات مقاطعات تنضوي تحت إطار عمالة الدار البيضاء، كما تمت إضافة إقليم النواصر وإقليم مديونة لهذه الجهة.
بلغ عدد سكان ولاية الدار البيضاء الكبرى نسبة 12% من اجمالي سكان المغرب في الإحصاء المغربي الرسمي لعام 2004.

## التقسيم الإداري
تضم ولاية جهة الدار البيضاء الكبرى:
- عمالة الدار البيضاء
- عمالة المحمدية
- إقليم النواصر
- إقليم مديونة
- إقليم سطات